# Великий Яшнур
Великий Яшну́р (рос. Большой Яшнур, марій. Кугу Яшнур) — присілок у складі Медведевського району Марій Ел, Росія. Входить до складу Пекшиксолинського сільського поселення.

## Населення
Населення — 120 осіб (2010; 104 у 2002).
Національний склад (станом на 2002 рік):
- лучні марійці — 84 %